# Vergeefse poging om het Mariabeeld te verbranden
Vergeefse poging om het Mariabeeld te verbranden is een schilderij van Albin Windhausen in het Historiehuis in Roermond.

## Voorstelling
Het stelt twee Franse soldaten voor die tevergeefs proberen het genadebeeld van Onze Lieve Vrouwe in 't Zand te verbranden. De voorste probeert het vuur aan te wakkeren, terwijl de achterste meer hout komt brengen. Een officier kijkt toe met zijn handen in zijn zij. Op de achtergrond kijken enkele omwonenden bevreesd toe. De deur naar de Kapel in 't Zand is gebarricadeerd en er is een plakkaat op bevestigd met daarop de woorden ‘verboden toegang’.
Om een einde te maken aan het katholicisme werd de Kapel in 't Zand tijdens de Franse Revolutie gesloten en de inboedel geveild. Volgens aantekeningen van de Mariaanse Broederschap werd het beeldje op 21 februari 1798 door enkele marechaussees uit de kapel verwijderd. Vervolgens wilden ze het bij koster Wolfhagen verbranden, maar Wolfhagen wist dit te voorkomen. Daarna namen de marechaussees het beeldje mee naar de stad Roermond om het bij een zekere Johannes Keuken in het vuur te gooien. Dit lukt wel, maar toen Keuken ontdekte dat het beeldje niet verbrand was, bracht hij het terug naar Wolfhagen.
De gekruiste planken in het vuur en de nijptang worden gezien als verwijzingen naar de passie en de kruisiging van Jezus. Het Mariabeeld is hier nog gepolychromeerd; ze draagt een blauwe jurk. Dit is historisch correct, want bij restauratie van het beeldje in 1866 is het beeldje afgeloogd, waarbij de oorspronkelijke polychromie werd verwijderd. Ook de soldaten zijn historisch zo correct mogelijk afgebeeld. De jakobijnenmuts werd door Windhausen op een bepaald moment 'verbeterd'. Deze stond aanvankelijk meer rechtop.
Het schilderij maakt deel uit van een serie van acht voorstellingen uit de geschiedenis van de Kapel in 't Zand. Windhausen maakte deze serie ter gelegenheid van het 500-jarige jubileum van de vinding van het beeldje. Het is linksonder gesigneerd ‘A. Windhausen’.

## Herkomst
Het werk werd in 1935 geplaatst in een van de acht kapelletjes die speciaal hiervoor gebouwd werden, in het Kruiswegpark vlak bij de Kapel in 't Zand. De schilderijen zouden in de zomermaanden te zien zijn. In de winter werden ze in een schuur naast het park opgeslagen. Aan het kapelletje is een tekstbordje bevestigd. Volgens dit bordje is het kapelletje in 1935 opgericht door de bedevaart uit Nederhorst den Berg. In 2008-2009 werden de acht schilderijen gerestaureerd door Edwina Brinckmann-Rouffaer. Hierna werden de schilderijen overgebracht naar het Historiehuis. In 2010 werden fotografische reproducties op ware grootte geplaatst in de kapelletjes.